# Canon EOS
Pour les articles homonymes, voir EOS.
Canon EOS (EOS pour « Electro-Optical System », que l'on pourrait traduire par « Système électro-optique »), désigne depuis 1987 la gamme d'appareils photo reflex argentiques puis numériques de la marque Canon, dont le premier modèle fut le Canon EOS 650. Le système EOS est bâti autour de la monture EF, qui succède à la monture FD équipant les anciens boîtiers Canon.

## Boîtiers argentiques

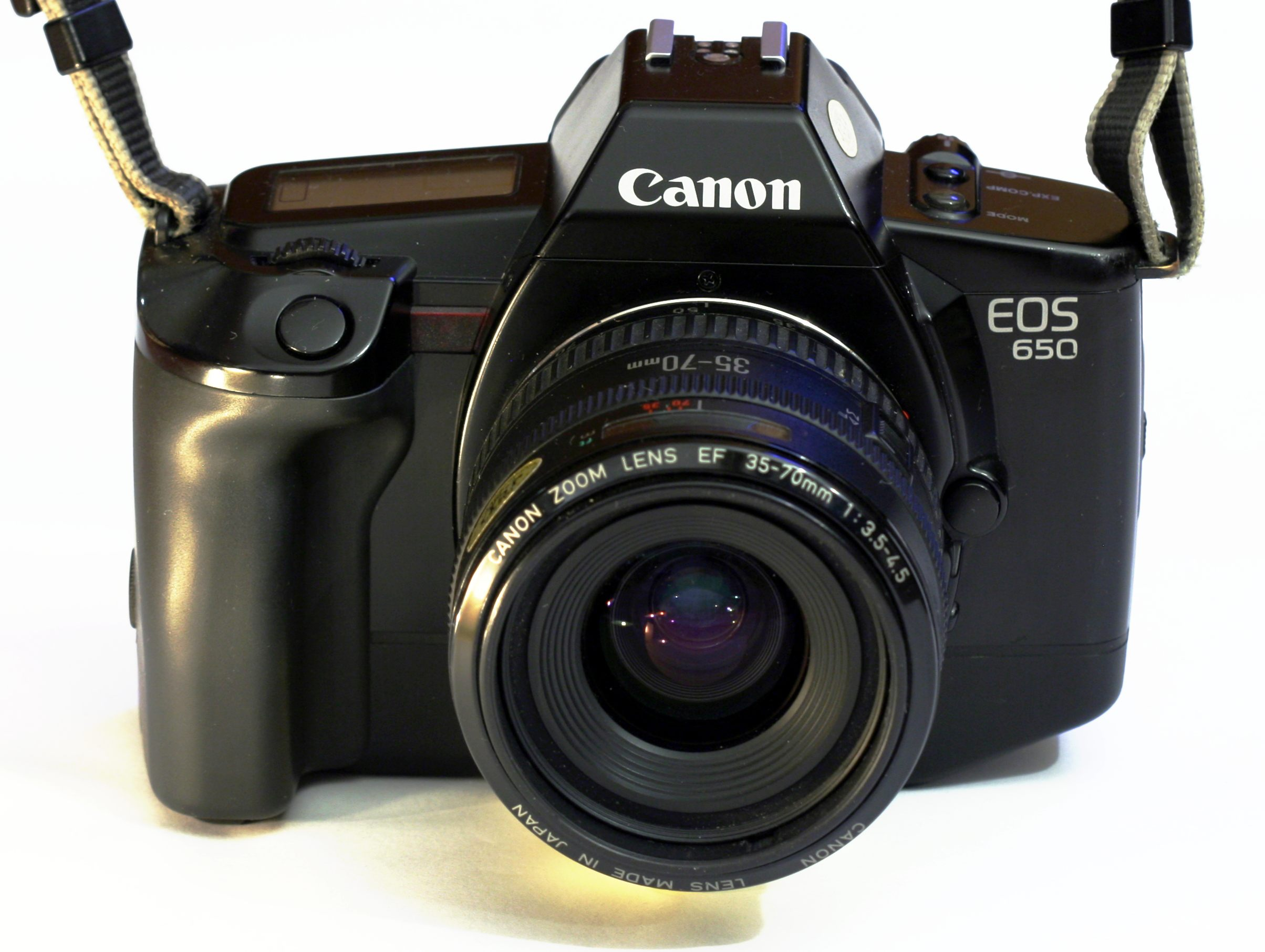
Canon EOS 650.

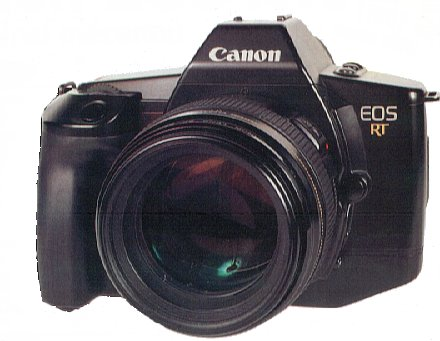
Canon EOS RT.

| Désignation                                             | Désignation                                                     | Désignation                                   | Commercialisation |
| Europe Asie Océanie                                     | Amériques                                                       | Japon                                         | Commercialisation |
| ------------------------------------------------------- | --------------------------------------------------------------- | --------------------------------------------- | ----------------- |
| EOS 650                                                 | EOS 650                                                         | EOS 650                                       | Mars 1987         |
| EOS 620                                                 | EOS 620                                                         | EOS 620                                       | Mai 1987          |
| EOS 650 QD                                              | EOS 650 QD                                                      | EOS 650 QD                                    | Septembre 1987    |
| EOS 750 QD                                              | EOS 750 QD                                                      | EOS 750 QD                                    | Octobre 1988      |
| EOS 850                                                 | EOS 850                                                         | EOS 850                                       | Octobre 1988      |
|                                                         |                                                                 | EOS850 QD                                     | Avril 1989        |
| EOS 600                                                 | EOS 630                                                         | EOS630 QD                                     | Avril 1989        |
| EOS-1                                                   | EOS-1                                                           | EOS-1 / EOS-1 HS                              | Septembre 1989    |
| EOS RT                                                  | EOS RT                                                          | EOS RT                                        | Octobre 1989      |
| EOS 10                                                  | EOS 10S                                                         | EOS 10 QD                                     | Mars 1990         |
| EOS 700                                                 | EOS 700                                                         | EOS 700 QD                                    | Mars 1990         |
| EOS 1000F QD / EOS 1000F / EOS 1000                     | EOS Rebel / Rebel S                                             | EOS 1000 QD / EOS1000 QD-P                    | Octobre 1990      |
|                                                         |                                                                 | EOS 10 Commemorative Kit for 60 Million Units | Août 1991         |
| EOS 100                                                 | EOS Elan                                                        | EOS 100 QD                                    | Août 1991         |
|                                                         |                                                                 | EOS 100 panorama                              | Août 1991         |
| EF-M                                                    | EF-M                                                            |                                               | Septembre 1991    |
| EOS 1000FN QD / EOS 1000 FN / EOS 1000 N                | EOS REBEL SII QD / EOS REBEL SII EOS REBEL II / EOS REBEL II QD | EOS1000S QD                                   | Mars 1992         |
|                                                         |                                                                 | EOS1000S QD-P                                 | Mars 1992         |
| EOS 5                                                   | EOS A2 / EOS A2E                                                | EOS 5 QD                                      | Novembre 1992     |
| EOS 500                                                 | EOS Rebel XS                                                    | EOS Kiss                                      | Septembre 1993    |
|                                                         | EOS Rebel X                                                     |                                               | Novembre 1993     |
| EOS-1N / EOS-1N HS / EOS-1N DP                          | EOS-1N                                                          | EOS-1N / EOS-1N HS / EOS-1N DP                | Novembre 1994     |
| EOS 5000 / EOS 888                                      |                                                                 |                                               | Janvier 1995      |
| EOS-1N RS                                               | EOS-1N RS                                                       | EOS-1N RS                                     | Mars 1995         |
| EOS 50E QD / EOS 50E / EOS 50E BLACK EOS 50 QD / EOS 50 | EOS ELAN IIE QD / EOS ELAN IIE EOS ELAN II QD / EOS ELAN II     | EOS 55 / EOS 55 BLACK                         | Septembre 1995    |
| EOS500N                                                 | EOS REBEL G                                                     | New EOS Kiss                                  | Septembre 1996    |
| EOS IX                                                  | EOS IX                                                          | EOS IX E                                      | Octobre 1996      |
| EOS IX 7                                                | EOS IX Lite                                                     | EOS IX 50                                     | Mars 1998         |
| EOS-3                                                   | EOS-3                                                           | EOS-3                                         | Novembre 1998     |
| EOS 3000 / EOS 88                                       |                                                                 | EOS 3000                                      | Mars 1999         |
| EOS 300 / EOS 300 QD                                    | EOS REBEL 2000 / EOS REBEL 2000 QD                              | EOS Kiss III                                  | Avril 1999        |
| EOS-1V                                                  | EOS-1V                                                          | EOS-1V                                        | Mars 2000         |
| EOS 30 DATE / EOS 30 EOS 33 DATE / EOS 33               | EOS ELAN 7E DATE / EOS ELAN 7E EOS ELAN 7 DATE / EOS ELAN 7     | EOS 7                                         | Octobre 2000      |
|                                                         |                                                                 | EOS Kiss III L                                | Novembre 2001     |
| EOS 3000N / EOS 3000N DATE EOS 66 / EOS 66 DATE         | EOS Rebel XS N DATE                                             |                                               | Février 2002      |
| EOS 300V                                                | EOS Rebel Ti                                                    | EOS Kiss 5                                    | Septembre 2002    |
| EOS 3000V                                               | EOS Rebel K2                                                    | EOS Kiss Lite                                 | Septembre 2003    |
| EOS 30V DATE / EOS 30V EOS 33V                          | EOS ELAN 7NE DATE / EOS ELAN 7NE EOS ELAN 7N                    | EOS 7s                                        | Avril 2004        |
| EOS 300X                                                | EOS REBEL T2                                                    | EOS Kiss 7                                    | Septembre 2004    |

| Format de film                                     |
| -------------------------------------------------- |
| 135                                                |
| APS                                                |
| 135 masqué pour donner l'impression de panoramique |

## Boîtiers numériques

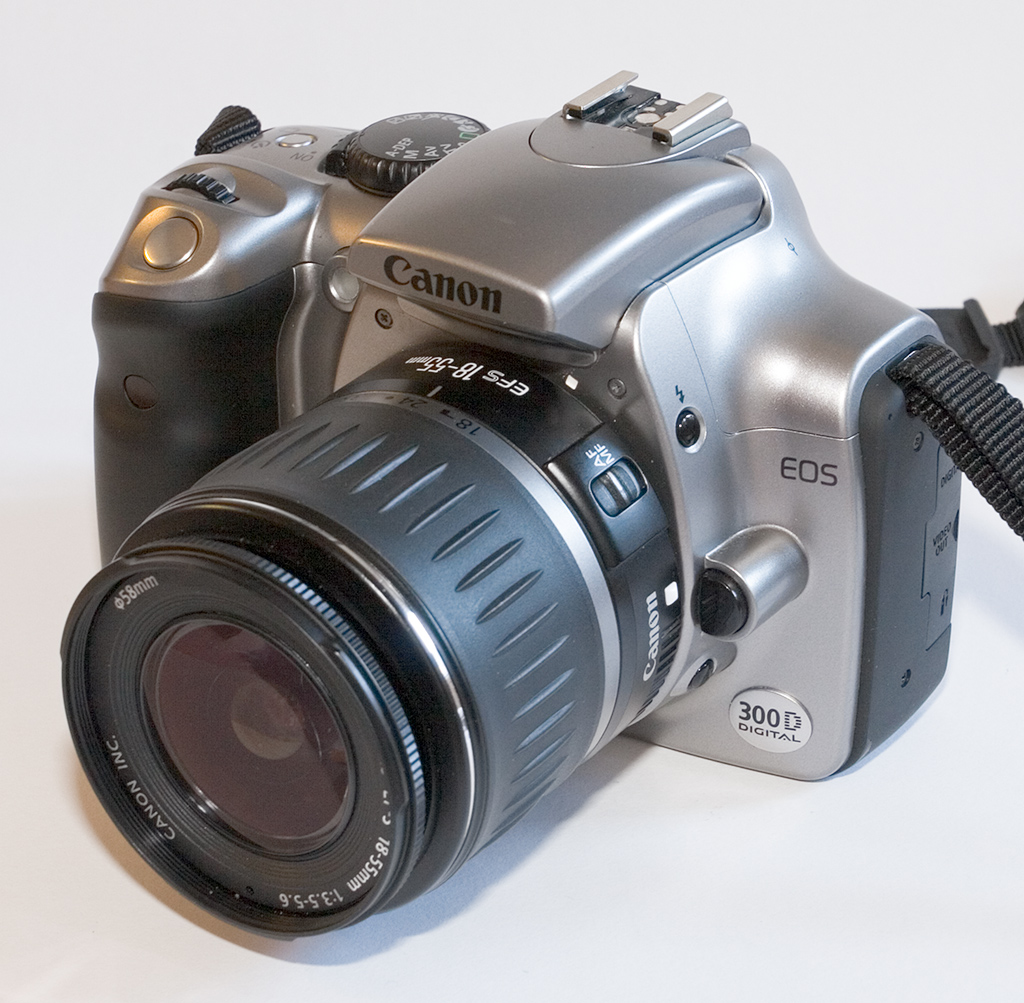
Canon EOS 300D.

### Liste complète
| Désignation                | Désignation           | Désignation         | Processeur          | Commercialisation |
| Europe Asie Océanie        | Amériques             | Japon               | Processeur          | Commercialisation |
| -------------------------- | --------------------- | ------------------- | ------------------- | ----------------- |
| EOS DCS 5                  | EOS DCS 5             | EOS DCS 5           | inconnu             | Avril 1995        |
| EOS DCS 3                  | EOS DCS 3             | EOS DCS 3           | inconnu             | Juillet 1995      |
| EOS DCS 1                  | EOS DCS 1             | EOS DCS 1           | inconnu             | Décembre 1995     |
| EOS D2000                  | EOS D2000             | EOS D2000           | inconnu             | Mars 1998         |
|                            |                       | EOS D6000           | inconnu             | Décembre 1998     |
| EOS D30                    | EOS D30               | EOS D30             | inconnu             | Octobre 2000      |
| EOS-1D                     | EOS-1D                | EOS-1D              | inconnu             | Décembre 2001     |
| EOS D60                    | EOS D60               | EOS D60             | inconnu             | Mars 2002         |
| EOS-1Ds                    | EOS-1Ds               | EOS-1Ds             | DIGIC II            | Novembre 2002     |
| EOS 10D                    | EOS 10D               | EOS 10D             | DIGIC               | Mars 2003         |
| EOS 300D DIGITAL           | EOS DIGITAL REBEL     | EOS Kiss Digital    | DIGIC               | Septembre 2003    |
| EOS-1D Mark II             | EOS-1D Mark II        | EOS-1D Mark II      | DIGIC II            | Avril 2004        |
| EOS 20D                    | EOS 20D               | EOS 20D             | DIGIC II            | Septembre 2004    |
| EOS-1Ds Mark II            | EOS-1Ds Mark II       | EOS-1Ds Mark II     | DIGIC II            | Novembre 2004     |
| EOS 20Da                   | EOS 20Da              | EOS 20Da            | DIGIC II            | Février 2005      |
| EOS 350D DIGITAL           | EOS DIGITAL REBEL XT  | EOS Kiss Digital N  | DIGIC II            | Mars 2005         |
| EOS-1D Mark II N           | EOS-1D Mark II N      | EOS-1D Mark II N    | DIGIC II            | Octobre 2005      |
| EOS 5D                     | EOS 5D                | EOS 5D              | DIGIC II            | Octobre 2005      |
| EOS 30D                    | EOS 30D               | EOS 30D             | DIGIC II            | Mars 2006         |
| EOS 400D DIGITAL           | EOS DIGITAL REBEL XTi | EOS Kiss Digital X  | DIGIC II            | Septembre 2006    |
| EOS-1D Mark III            | EOS-1D Mark III       | EOS-1D Mark III     | DIGIC III           | Mai 2007          |
| EOS-1Ds Mark III           | EOS-1Ds Mark III      | EOS-1Ds Mark III    | DIGIC III           | Novembre 2007     |
| EOS 40D                    | EOS 40D               | EOS 40D             | DIGIC III           | Septembre 2007    |
| EOS 450D                   | EOS Digital Rebel XSi | EOS Kiss X2         | DIGIC III           | Mars 2008         |
| EOS 1000D                  | EOS Digital Rebel XS  | EOS Kiss F          | DIGIC III           | Juin 2008         |
| EOS 50D                    | EOS 50D               | EOS 50D             | DIGIC 4             | Septembre 2008    |
| EOS 5D Mark II             | EOS 5D Mark II        | EOS 5D Mark II      | DIGIC 4             | Novembre 2008     |
| EOS 500D                   | EOS Rebel T1i         | EOS Kiss X3         | DIGIC 4             | Avril 2009        |
| EOS 7D                     | EOS 7D                | EOS 7D              | 2 x DIGIC 4         | Octobre 2009      |
| EOS-1D Mark IV             | EOS-1D Mark IV        | EOS-1D Mark IV      | DIGIC 4             | Décembre 2009     |
| EOS 550D                   | EOS Rebel T2i         | EOS Kiss X4         | DIGIC 4             | Février 2010      |
| EOS 60D                    | EOS 60D               | EOS 60D             | DIGIC 4             | Septembre 2010    |
| EOS 1100D                  | EOS Digital Rebel T3  | EOS Kiss X50        | DIGIC 4             | Février 2011      |
| EOS 600D                   | EOS Rebel T3i         | EOS Kiss X5         | DIGIC 4             | Mars 2011         |
| EOS 5D Mark III            | EOS 5D Mark III       | EOS 5D Mark III     | DIGIC 5+            | Mars 2012         |
| EOS 60Da                   | EOS 60Da              | EOS 60Da            | DIGIC 4             | Avril 2012        |
| EOS-1D X / EOS-1D C        | EOS-1D X / EOS-1D C   | EOS-1D X / EOS-1D C | DIGIC 5+            | Juin 2012         |
| EOS 650D                   | EOS Rebel T4i         | EOS Kiss X6i        | DIGIC 5             | Juin 2012         |
| EOS M                      | EOS M                 | EOS M               | DIGIC 5             | Août 2012         |
| EOS 6D                     | EOS 6D                | EOS 6D              | DIGIC 5+            | Décembre 2012     |
| EOS 100D                   | EOS Rebel SL1         | EOS Kiss X7         | DIGIC 5             | Avril 2013        |
| EOS 700D                   | EOS Rebel T5i         | EOS Kiss X7i        | DIGIC 5+            | Avril 2013        |
| EOS 70D                    | EOS 70D               | EOS 70D             | DIGIC 5+            | Juillet 2013      |
|                            |                       | EOS M2              | DIGIC 5             | Décembre 2013     |
| EOS 1200D                  | EOS Digital Rebel T5  | EOS Kiss X70        | DIGIC 4             | Mars 2014         |
| EOS 7D Mark II             | EOS 7D Mark II        | EOS 7D Mark II      | 2x DIGIC 6          | Novembre 2014     |
| EOS M3                     | EOS M3                | EOS M3              | DIGIC 6             | Avril 2015        |
| EOS 750D                   | EOS Rebel T6i         | EOS Kiss X8i        | DIGIC 6             | Mai 2015          |
| EOS 760D                   | EOS Rebel T6s         | EOS 8000D           | DIGIC 6             | Mai 2015          |
| EOS 5Ds / EOS 5Ds R        | EOS 5Ds / EOS 5Ds R   | EOS 5Ds / EOS 5Ds R | 2 x DIGIC 6         | Juin 2015         |
| EOS M10                    | EOS M10               | EOS M10             | DIGIC 5             | Octobre 2015      |
| EOS 80D                    | EOS 80D               | EOS 80D             | DIGIC 7             | Mars 2016         |
| EOS-1D X Mark II           | EOS-1D X Mark II      | EOS-1D X Mark II    | DIGIC 6 et DIGIC 6+ | Avril 2016        |
| EOS 1300D                  | EOS Digital Rebel T6  | EOS Kiss X80        | DIGIC 4+            | Avril 2016        |
| EOS 5D Mark IV             | EOS 5D Mark IV        | EOS 5D Mark IV      | DIGIC 6 et DIGIC 6+ | Septembre 2016    |
| EOS M5                     | EOS M5                | EOS M5              | DIGIC 7             | Novembre 2016     |
| EOS 800D                   | EOS Rebel T7i         | EOS Kiss X9i        | DIGIC 7             | Avril 2017        |
| EOS 77D                    | EOS 77D               | EOS 9000D           | DIGIC 7             | Avril 2017        |
| EOS M6                     | EOS M6                | EOS M6              | DIGIC 7             | Avril 2017        |
| EOS 200D                   | EOS Rebel SL2         | EOS Kiss X9         | DIGIC 7             | Août 2017         |
| EOS 6D Mark II             | EOS 6D Mark II        | EOS 6D Mark II      | DIGIC 7             | Août 2017         |
| EOS M100                   | EOS M100              | EOS M100            | DIGIC 7             | Octobre 2017      |
| EOS 2000D (E) / 1500D (AO) | EOS Rebel T7          | EOS Kiss X90        | DIGIC 4+            | Avril 2018        |
| EOS 4000D (E) / 3000D (AO) | EOS Rebel T100        |                     | DIGIC 4+            | Avril 2018        |
| EOS M50                    | EOS M50               | EOS Kiss M          | DIGIC 8             | Avril 2018        |
| EOS R                      | EOS R                 | EOS R               | DIGIC 8             | Août 2018         |
| EOS RP                     | EOS RP                | EOS RP              | DIGIC 8             | Février 2019      |
| EOS 250D                   | EOS Rebel SL3         | EOS Kiss X10        | DIGIC 8             | Avril 2019        |
| EOS M6 Mark II             | EOS M6 Mark II        | EOS M6 Mark II      | DIGIC 8             | Septembre 2019    |
| EOS M200                   | EOS M200              | EOS M200            | DIGIC 8             | Septembre 2019    |
| EOS 90D                    | EOS 90D               | EOS 90D             | DIGIC 8             | Septembre 2019    |
| EOS 850D                   | EOS Rebel T8i         |                     | DIGIC 8             | Février 2020      |
| EOS-1D X Mark III          | EOS-1D X Mark III     | EOS-1D X Mark III   | DIGIC X             | Février 2020      |
| EOS R5                     | EOS R5                | EOS R5              | DIGIC X             | Juillet 2020      |
| EOS R6                     | EOS R6                | EOS R6              | DIGIC X             | Juillet 2020      |
| EOS M50 Mark II            | EOS M50 Mark II       | EOS Kiss M2         | DIGIC 8             | Octobre 2020      |
| EOS R3                     | EOS R3                | EOS R3              | DIGIC X             | Novembre 2021     |
| EOS R7                     | EOS R7                | EOS R7              | DIGIC X             | Juin 2022         |
| EOS R10                    | EOS R10               | EOS R10             | DIGIC X             | Juin 2022         |
| EOS R6 Mark II             | EOS R6 Mark II        | EOS R6 Mark II      | DIGIC X             | Novembre 2022     |
| EOS R8                     | EOS R8                | EOS R8              | DIGIC X             | Février 2023      |
| EOS R50                    | EOS R50               | EOS R50             | DIGIC X             | Février 2023      |
| EOS R100                   | EOS R100              | EOS R100            | DIGIC 8             | Mai 2023          |
| EOS R5 Mark II             | EOS R5 Mark II        | EOS R5 Mark II      | DIGIC X             | Août 2024         |
| EOS R1                     | EOS R1                | EOS R1              | DIGIC X             | Novembre 2024     |

| Capteur        | Coefficient de conversion |
| -------------- | ------------------------- |
| 24×36          | 1                         |
| APS-H          | 1,3                       |
| APS-C          | 1,6                       |
| Kodak DCS (en) | 1,7                       |

### Gamme actuelle

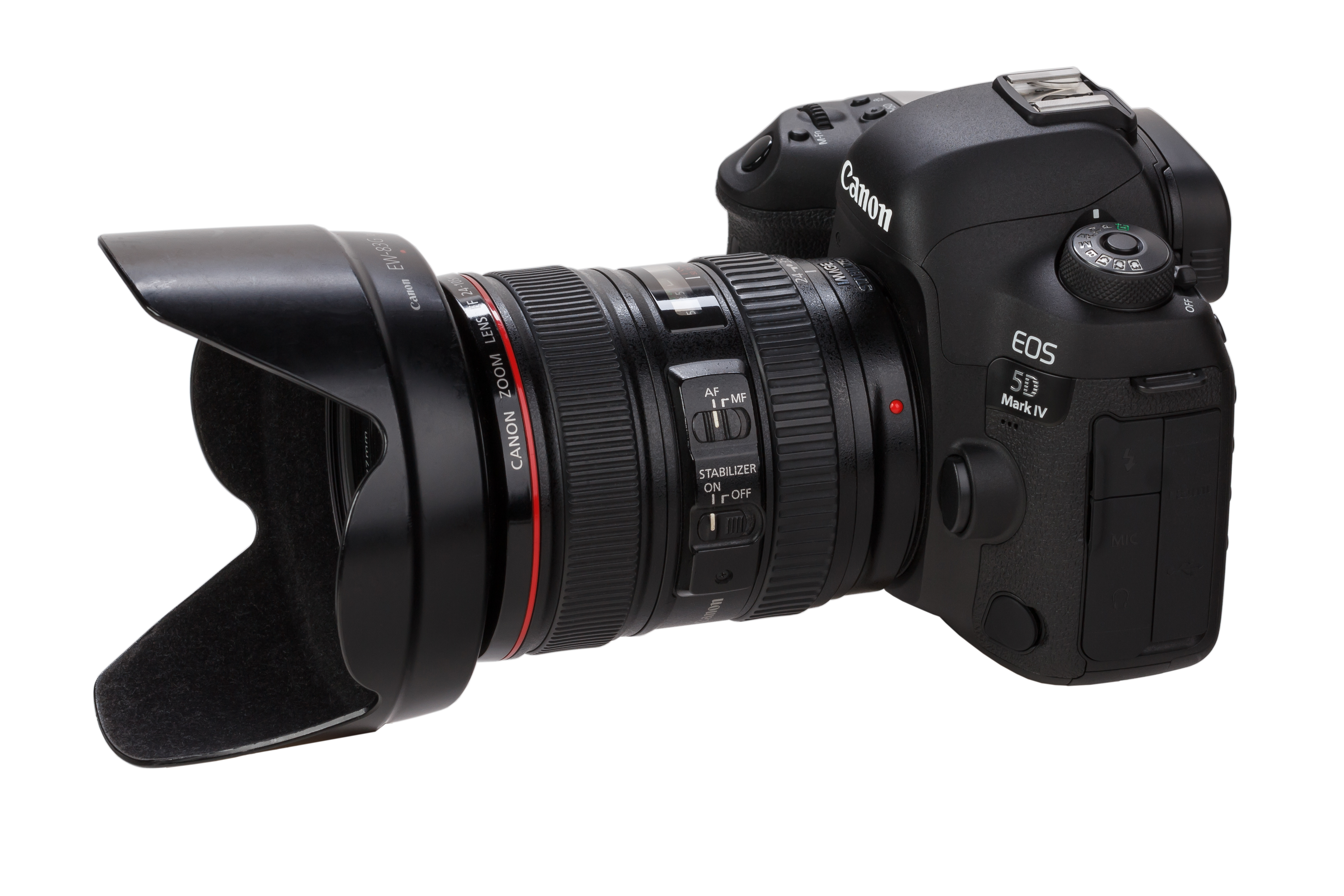
Canon EOS 5D Mark IV.

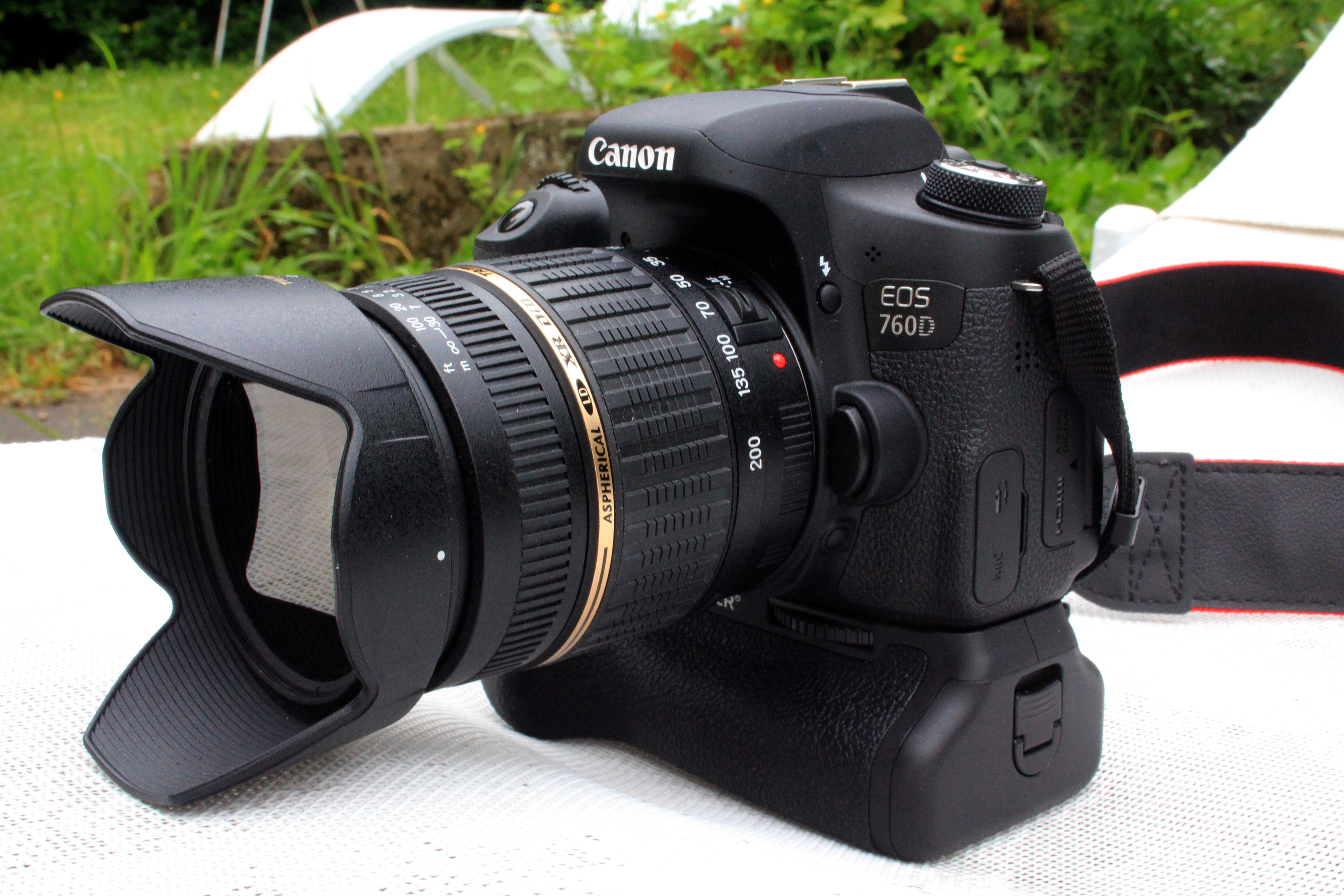
Canon EOS 760D.

Les boîtiers reflex de Canon commercialisés sont :
- EOS-1D X Mark III
- EOS 5Ds R
- EOS 5Ds
- EOS 5D Mark IV
- EOS 6D Mark II
- EOS 90D
- EOS 850D
- EOS 250D
- EOS 2000D

Les boîtiers hybrides de Canon actuellement commercialisés sont :
- EOS M6 Mark II
- EOS M50 Mark II
- EOS M200
- EOS RP (24x36)
- EOS R (24x36)
- EOS R50 (APS-C)
- EOS R10 (APS-C)
- EOS R8 (24x36)
- EOS R7 (APS-C)
- EOS R6 (24x36)
- EOS R6 Mark II (24x36)
- EOS R5 (24x36)
- EOS R3 (24x36)
- EOS R5 Mark II (24x36)
- EOS R1 (24x36)